# Anthostomella unguiculata
Anthostomella unguiculata är en svampart som först beskrevs av Jean François Montagne, och fick sitt nu gällande namn av Pier Andrea Saccardo 1882. Anthostomella unguiculata ingår i släktet Anthostomella och familjen kolkärnsvampar.   Inga underarter finns listade i Catalogue of Life.